# London Film School
Die London Film School (LFS) ist eine private, von der Industrie geförderte Filmschule in London.
1956 wurde London School of Film Technique gegründet und danach umbenannt. Diese befindet sich heute in einem ehemaligen Lagerhaus aus dem 18. Jahrhundert in Covent Garden, nahe bei Soho, einem Zentrum der Filmindustrie. Es werden postgraduale Kurse für Regie, Kamera sowie Schnitt angeboten. 70 % der Studenten kommen von außerhalb Englands.

## Abschlüsse
- MA Filmmaking[1]
- MA Screenwriting[2]
- MA International Film Business[3]

## Bekannte Absolventen
- Don Boyd, schottischer Regisseur und Produzent
- Harley Cokeliss, US-amerikanischer Regisseur, Drehbuchautor und Produzent
- Bill Douglas, schottischer Regisseur
- Tak Fujimoto, Kameramann
- Villi Hermann, Schweizer Regisseur
- Ann Hui, chinesische Regisseurin, Drehbuchautorin, Schauspielerin
- Danny Huston, Schauspieler und Regisseur
- Duncan Jones, Regisseur
- Kim Woo-hyung, südkoreanischer Kameramann
- Mike Leigh, Regisseur
- Michael Mann, Regisseur und Produzent
- Ronis Varlaam, Fotograf